# Orel bělohlavý

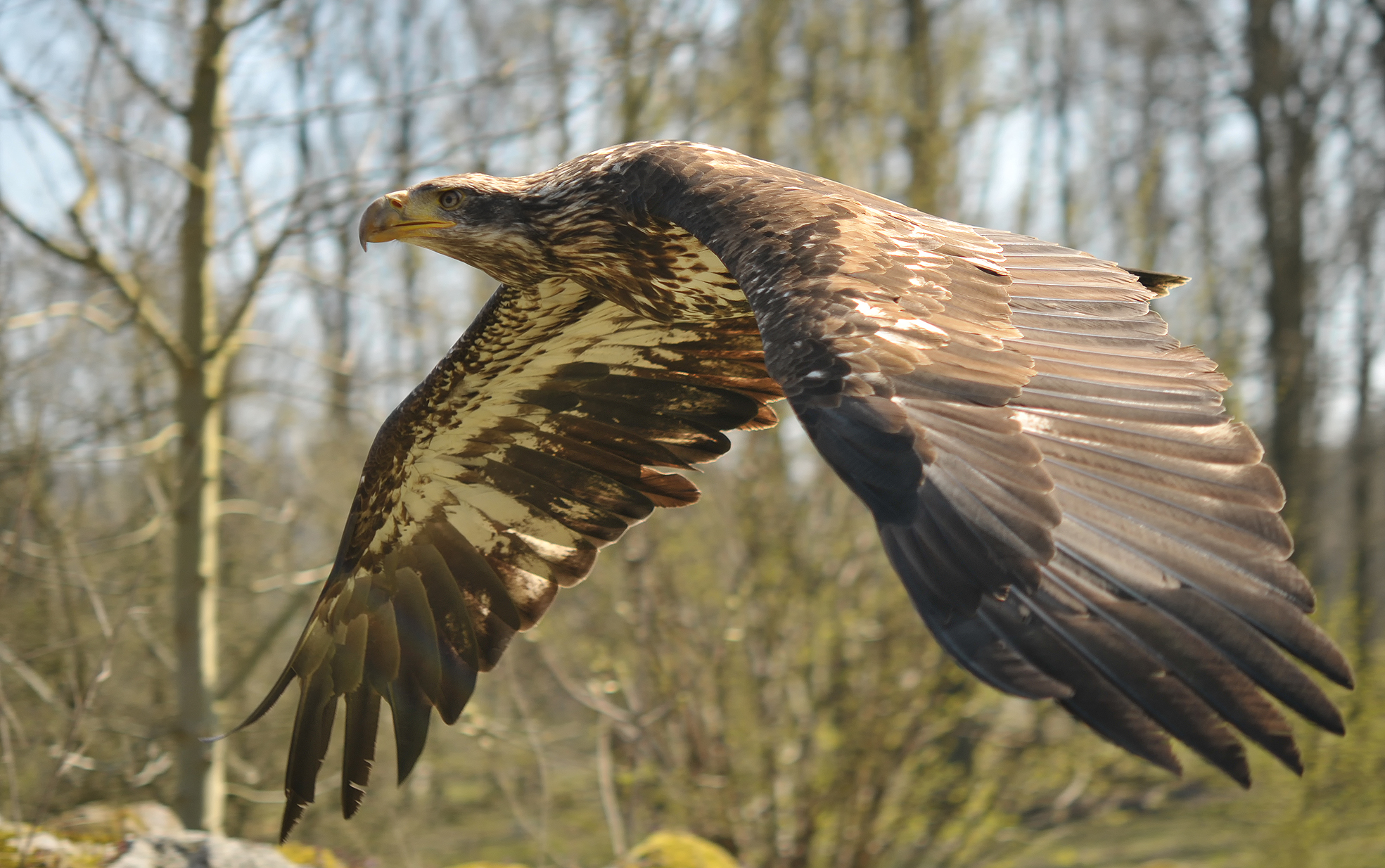
Mladý orel bělohlavý v letu

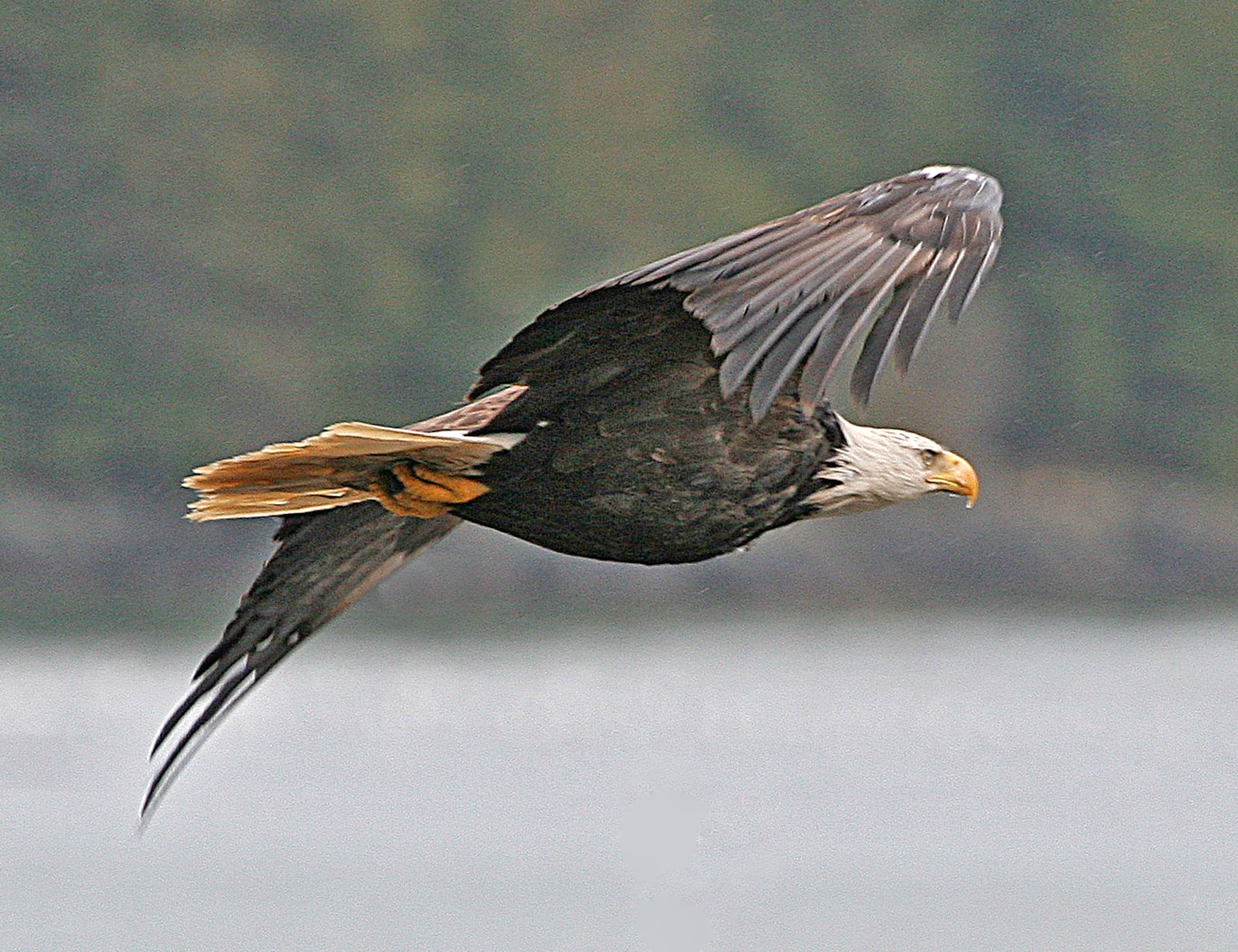
Poddruh H. l. washingtoniensis v letu, Aljaška

Orel bělohlavý (Haliaeetus leucocephalus) je velký dravý pták žijící v Severní Americe. Je to národní pták a státní symbol Spojených států amerických. Vyskytuje se na většině území Kanady a Aljašky, v celých kontinentálních Spojených státech a na severu Mexika, většinou poblíž velkých otevřených vod s bohatými zásobami potravy a starými stromy na hnízdění. Má dva poddruhy, jižní H. l. leucocephalus a severní H. l. washingtoniensis, jejichž areály jsou vymezeny zhruba rovnoběžkou 38° severní šířky.
Na konci 20. století byl orel bělohlavý v kontinentálních Spojených státech na pokraji vyhynutí, zatímco na většině území Aljašky a Kanady byl hojný. Poté se však jeho populace v USA obnovila a ustálila, takže byl 12. července 1995 přesunut ze seznamu ohrožených druhů USA na seznam mírně ohrožených a 28. června 2007 byl odstraněn i z tohoto seznamu.

## Popis
Dospělý jedinec má hnědé peří na těle a bílé na hlavě a ocasu. Ocas nemá příliš dlouhý a jeho tvar poněkud připomíná trojúhelník. Samci i samice jsou zbarveni stejně. Zobák, pařáty a duhovky má orel bělohlavý svítivě žluté. Na neopeřených pařátech má krátké silné prsty s velkými drápy. Drápem na zadním prstu probodává životně důležitá místa na těle oběti, zatímco předními prsty ji drží nehybnou. Má velký zobák hákovitého tvaru se žlutým ozobím.
Nedospělý jedinec má hnědé peří s bílými skvrnami až do svého pátého (výjimečně čtvrtého, vzácně i třetího) roku, kdy pohlavně dospívá. Od orla skalního (Aquila chrysaetos) se nedospělý orel bělohlavý liší více vyčnívající hlavou, větším zobákem a rovnějšími a při mávání ztuhlejšími křídly. Také u něj peří kompletně nepokrývá pařáty. Orel bělohlavý je velký pták s délkou těla 70–102 centimetrů, rozpětím křídel 1,68–2,44 metru a hmotností 2,5–7 kilogramů. Samice je zhruba o čtvrtinu větší než samec, průměrná hmotnost u nich je 5,8 kg a u samců 4,1 kg. Rozměry těla se mění podle zeměpisné polohy – nejmenší jedinci žijí na Floridě, kde samec jen výjimečně přesahuje váhu 2,3 kg a rozpětí křídel 1,8 metrů, a naopak největší žijí na Aljašce, kde velká samice může přesáhnout i váhu 7,5 kg a rozpětí 2,4 metrů.
V přírodě se dožívá průměrně dvaceti let, ti nejstarší mohou žít až třicet let a v zajetí ještě déle. V jednom případě se jedinec chovaný v zajetí v New Yorku dožil 50 let. Stejně jako rozměry je i délka života ovlivněná místem výskytu.
Vydává slabé cvrlikavé zvuky, které jsou u mláděte pronikavější než u dospělého.

## Taxonomie
Orel bělohlavý náleží do rodu Haliaeetus (mořští orli). Jeho vědecké jméno Haliaeetus leucocephalus je odvozeno ze slov haliaeetus, což v nové latině znamená „mořský orel“ (ze starořeckého slova haliaetos), a leucocephalus, což je latinkou přepsaný řecký výraz znamenající „bílá hlava“ (λευκος, leukos, „bílý“, a κεφαλη, kephale, „hlava“).
Je jedním z mnoha druhů popsaných Carlem Linné v knize Systema Naturae z 18. století.
Existují dva poddruhy orla bělohlavého:
- H. l. leucocephalus (Linné, 1766) žijící na jihu Spojených států a v Baja California.[13] Od poddruhu H. l. washingtoniensis je oddělen zhruba 38° severní šířky.[14]
- H. l. washingtoniensis (Audubon, 1827), také H. l. alascanus (Townsend, 1897) je severní poddruh, který je větší než jižní leucocephalus. Vyskytuje se v severních Spojených státech, Kanadě a na Aljašce.[2][13] Pod rovnoběžkou 38° severní šířky se nachází na východě Spojených států, konkrétně na mysu Hatteras.[14]

Orel bělohlavý je morfologicky velmi podobný eurasijskému orlu mořskému (Haliaeetus albicilla). Mají zhruba stejné rozměry, orel mořský má však poněkud bledší zbarvení. Tato dvojice se od ostatních mořských orlů oddělila nejpozději v pozdním miocénu (zhruba 10 Ma), ale možná již uprostřed oligocénu (28 Ma). Navzájem se tyto dva druhy pravděpodobně oddělily v Tichém oceánu – orel mořský se totiž vyskytuje na západě v Eurasii, zatímco orel bělohlavý na východě v Severní Americe.

## Výskyt
Orel bělohlavý vyhledává místa u mořských pobřeží, řek, velkých jezer, oceánů a dalších rozsáhlých otevřených vod s dostatkem ryb. Výzkumy ukázaly preferenci vodních ploch s obvodem větším než 11 kilometrů. Jezera s rozlohou větší než 10 km2 jsou optimální pro chov mláďat.
Potřebuje velké jehličnany nebo krytosemenné dřeviny ke hřadování a hnízdění. Zvolené stromy musí být dobře viditelné a blízko potravy, ale výška nebo druh nejsou tak důležité jako hojnost poměrně vysokých stromů v okolí vody.
Je velmi citlivý na lidskou přítomnost a výzkumy ukázaly preferenci odlehlých stanovišť. Občas se vyskytne v ústí řek nebo v opuštěných částech měst, např. na řece Willamette v Portlandu. Navzdory této citlivosti se nedávno rodina orlů bělohlavých přesunula do Harlemu v Manhattanu (New York).
Vyskytuje se na většině území Severní Ameriky – na většině území Kanady, v celých kontinentálních Spojených státech amerických a v severním Mexiku. Je to jediný mořský orel (Haliaeetus), který je v Severní Americe endemitem. Obývá různorodá území, od vodních ploch v Louisianě až po pouště (např. poušť Sonora) a opadavé lesy v Québecu a Nové Anglii. Severní poddruh přes rok mění svá hnízdiště, kdežto jižní je usedlý. V 50. letech 20. století byla jeho populace velmi malá a vyskytoval se téměř výhradně na Aljašce, Aleutských ostrovech severně a východně od Kanady a na Floridě.
Celkem dvakrát byl zaznamenán také v Irsku; mladý jedinec byl zastřelen 11. ledna 1973 v Fermanaghu (Severní Irsko) a vyčerpané mládě bylo chyceno 15. listopadu 1987 v hrabství Kerry. Orel bělohlavý se také shromažďuje na několika místech v zimě. Od listopadu do února zimuje jeden až dva tisíce ptáků ve Squamishi (Britská Kolumbie). Shromažďuje se hlavně kolem řek Squamish a Cheakamus, které jsou bohaté na lososy.

## Chování
Je to velmi dobrý letec, který se vznáší na tepelných vzdušných proudech. Normálně při vodorovném letu dosahuje rychlosti 56–70 kilometrů za hodinu a když nese rybu, tak 48 km/h. Při ponoření letí rychlostí 120–160 km/h, i když se zřídka kdy ponořuje vertikálně. Je částečně stěhovavý, to ale záleží na místě výskytu. Když má na svém území přístup k otevřené vodě, zůstává tam celý rok, ale když vodní plocha přes zimu zamrzá, migruje na jih nebo na pobřeží. Migruje především přes den, kdy slunce vytváří tepelné proudy, které orel bělohlavý využívá.

### Potrava

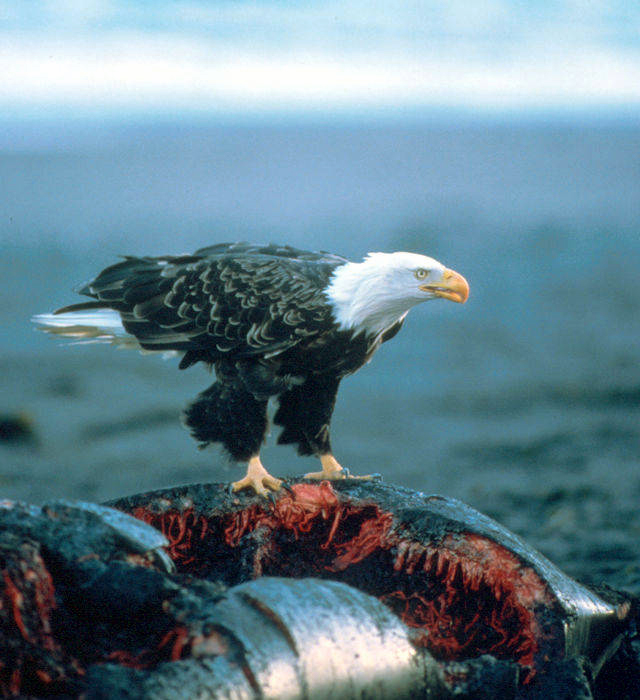
Při požírání mršiny velryby

Většinou loví ryby, ale jinak je jeho strava různorodá. V severozápadním Pacifiku tvoří většinu jeho potravy pstruzi a lososi.
Může se živit i mršinami, a to hlavně v zimě – ty mohou dosahovat až velikosti velryb, ale orel bělohlavý upřednostňuje mršiny kopytníků a velkých ryb. Někdy přežívá na stravě kradené z tábořišť nebo smetišť. Ze savců loví hlavně králíky, zajíce, mývaly, ondatry, bobry a kolouchy jelenovitých, z ptáků pak potápky, alky, kachny, racky, lysky, volavky a husy. Většina živé lovené zvěře nedosahuje velikosti orla, ale byly zaznamenány útoky např. na volavku velkou nebo i na labutě. Normálně se živí i plazy, obojživelníky a korýši (hlavně kraby).
Ryby loví tak, že se snese nad hladinu a rybu chytí svými drápy. Při jedení si ji chytne jedním pařátem a druhým jí trhá tělo. Na prstech má speciální výběžky, které mu umožňují rybu uchopit. Stejné výběžky má i orlovec říční. Orel bělohlavý má velmi silné drápy; byl dokonce zaznamenán případ, kdy letěl s téměř sedmikilovým jelencem ušatým. Někdy, když je ryba příliš těžká, stáhne orla pod vodu. Ten se pak může zachránit, ale někteří se utopí nebo utonou v důsledku podchlazení. Při boji o potravu většinou zvítězí nad ostatními mrchožrouty nebo zvířaty pojídající ryby, např. kojoty, liškami, krkavci, racky, supy a dalšími dravci. Může ho pokořit jiný orel bělohlavý nebo orel skalní. Žádný z těchto druhů není dominantní, výsledek záleží na konkrétních jedincích. Orel bělohlavý někdy krade ryby a další potravu menším dravcům, např. orlovci říčnímu. Tomuto jevu se říká kleptoparazitismus. Zdravého dospělého jedince žádný jiný živočich za účelem potravy nenapadá, je na vrcholu potravního řetězce. V jednom případě dospělý orel bělohlavý utrpěl otřes mozku po nárazu sokola stěhovavého, jehož hnízdo prohledával, a několik dní poté zahynul.

### Rozmnožování

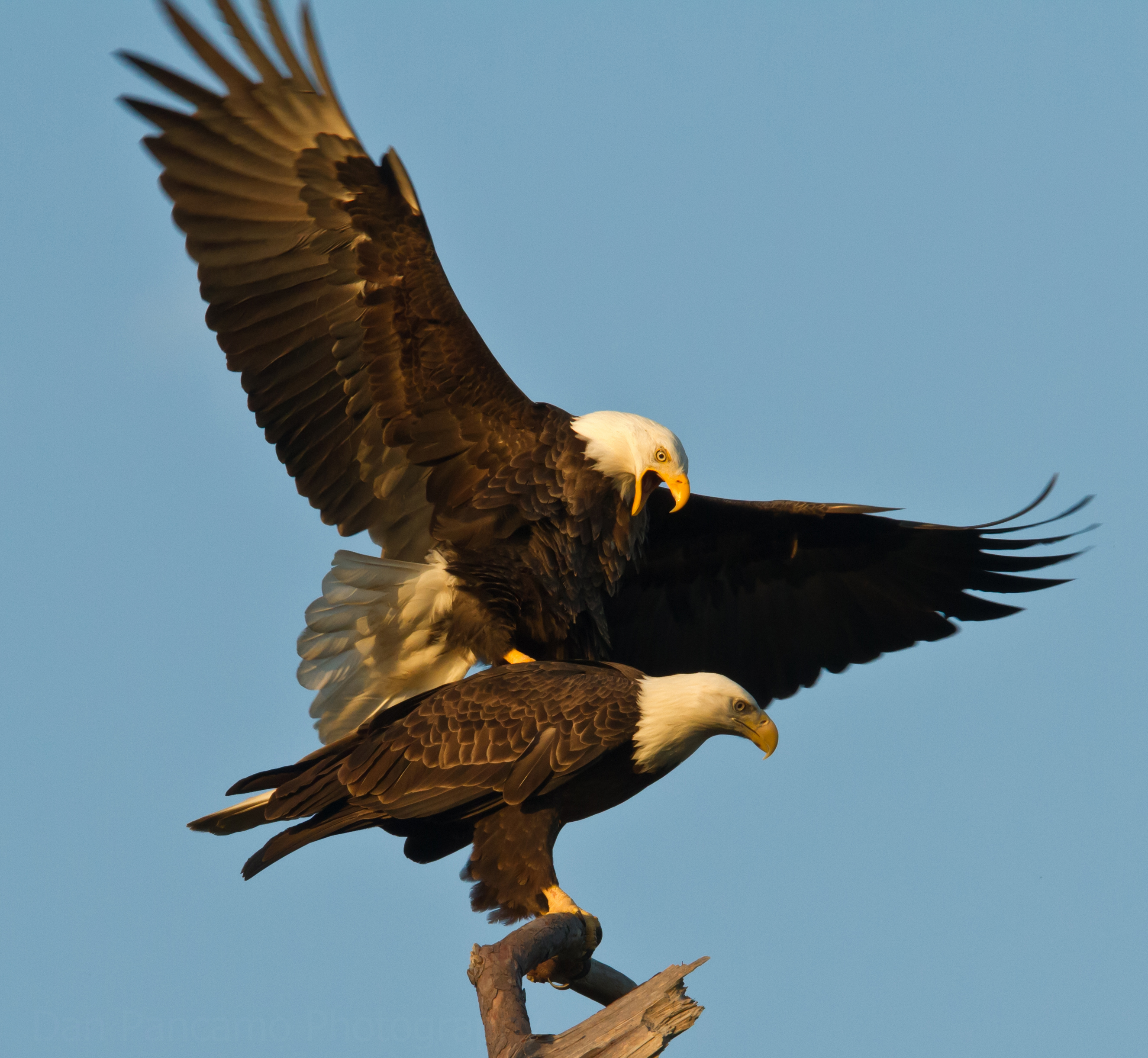
Pářící se pár

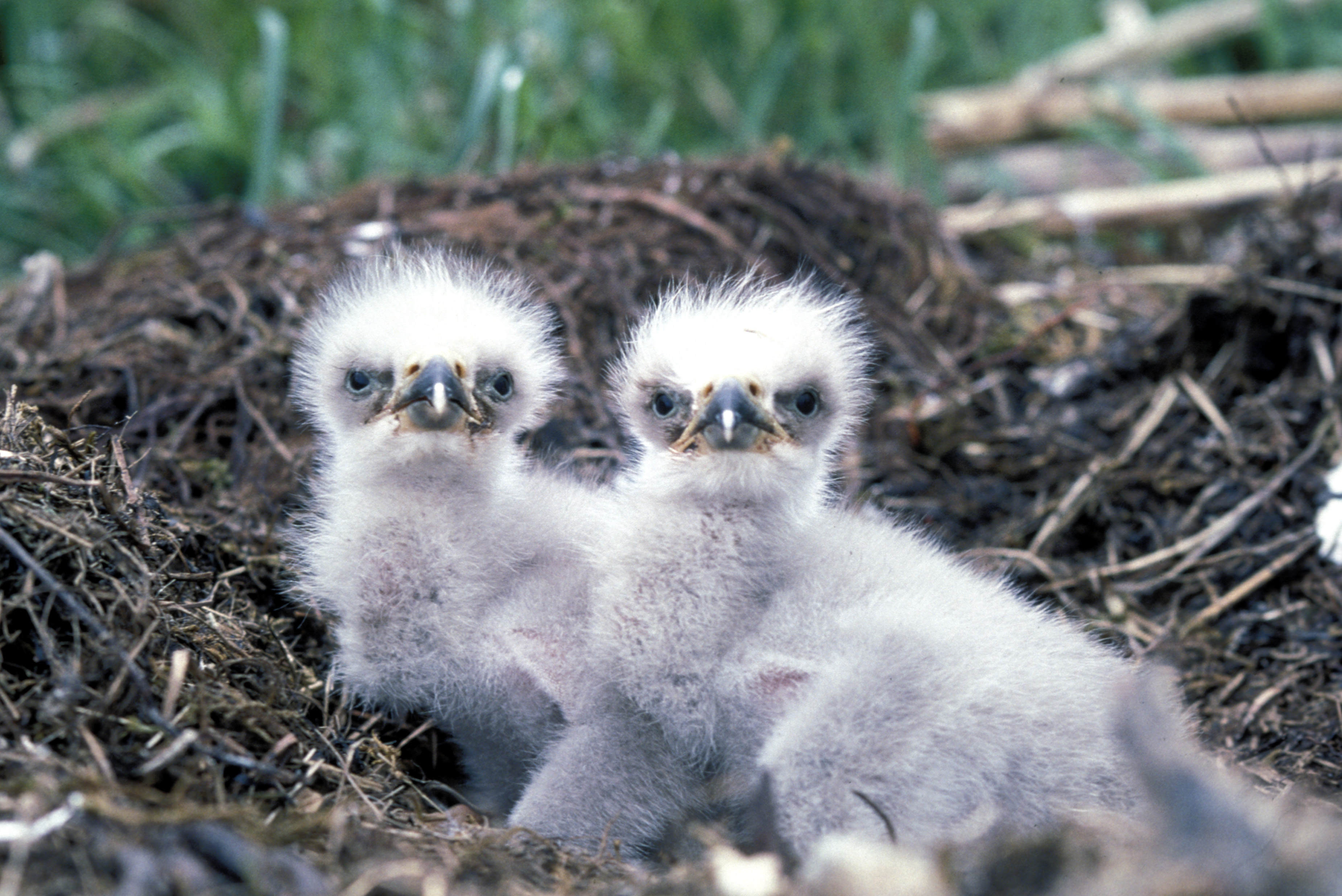
Dvě mláďata

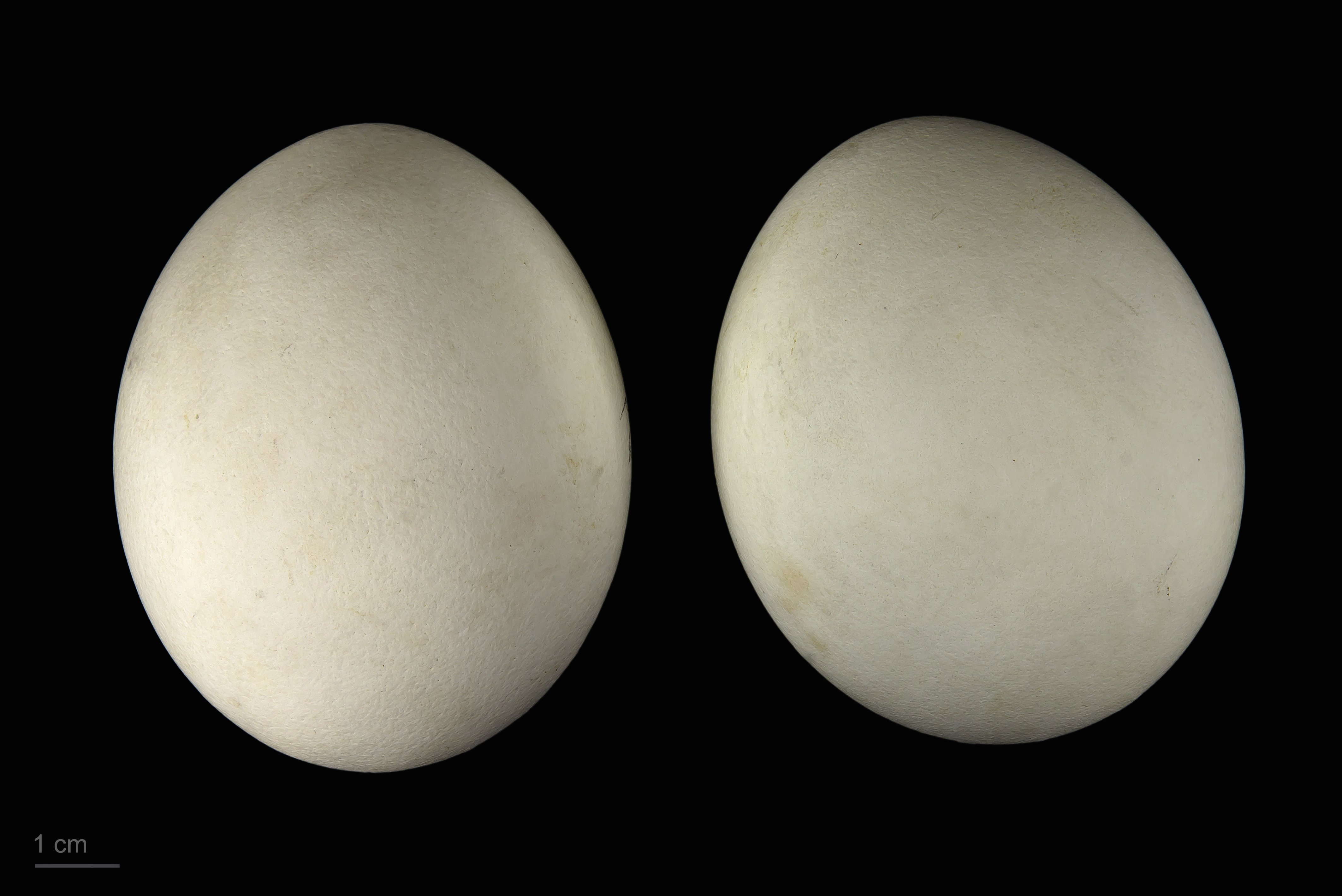
Haliaeetus leucocephalus

Sexuálně dospívá ve čtyřech nebo pěti letech. Když už je schopen plodit potomky, často se vrací do míst, kde se vylíhl. Má se za to, že pár si zůstává věrný celý život. Když ale jeden z páru zemře nebo zmizí, druhý si najde jiného partnera. V případě, že se páru dlouhodobě nedaří úspěšně vyvést mláďata, může se rozpadnout a každý si najde nového partnera. Námluvy zahrnují komplikované křiky a speciální let, ve kterém pár létá střemhlav, honí se a ve velké výšce dělá přemety, při kterých se zachytí ocasem, padá volným pádem a těsně nad zemí se rozpojí. Jeho hnízdo je největší ze všech hnízd ptáků v Severní Americe, používá ho opakovaně po více let a každý rok přidává nový materiál. Může dosahovat hloubky až 4 metry, šířky 2,5 m a váhy 1 tuny. Jedno hnízdo na Floridě mělo hloubku 6,1 m, šířku 2,9 m a vážilo 2,7 tuny. Hnízdo staví z větví většinou na velkých stromech poblíž vody. Když okolo nejsou stromy, může se zahnízdit na zemi. Samice snáší jedno až tři vejce ročně, ale jen vzácně se stává, že přežijí všechna tři mláďata. Na vejcích střídavě sedí samec i samice, zatímco druhý partner hledá potravu nebo materiál na hnízdo. Vejce dosahují průměrné délky 73 mm a šířky 55 mm. Při ponoření letí rychlostí 120–160 km/h, i když se zřídka kdy ponořuje vertikálně.

## Vztah s lidmi

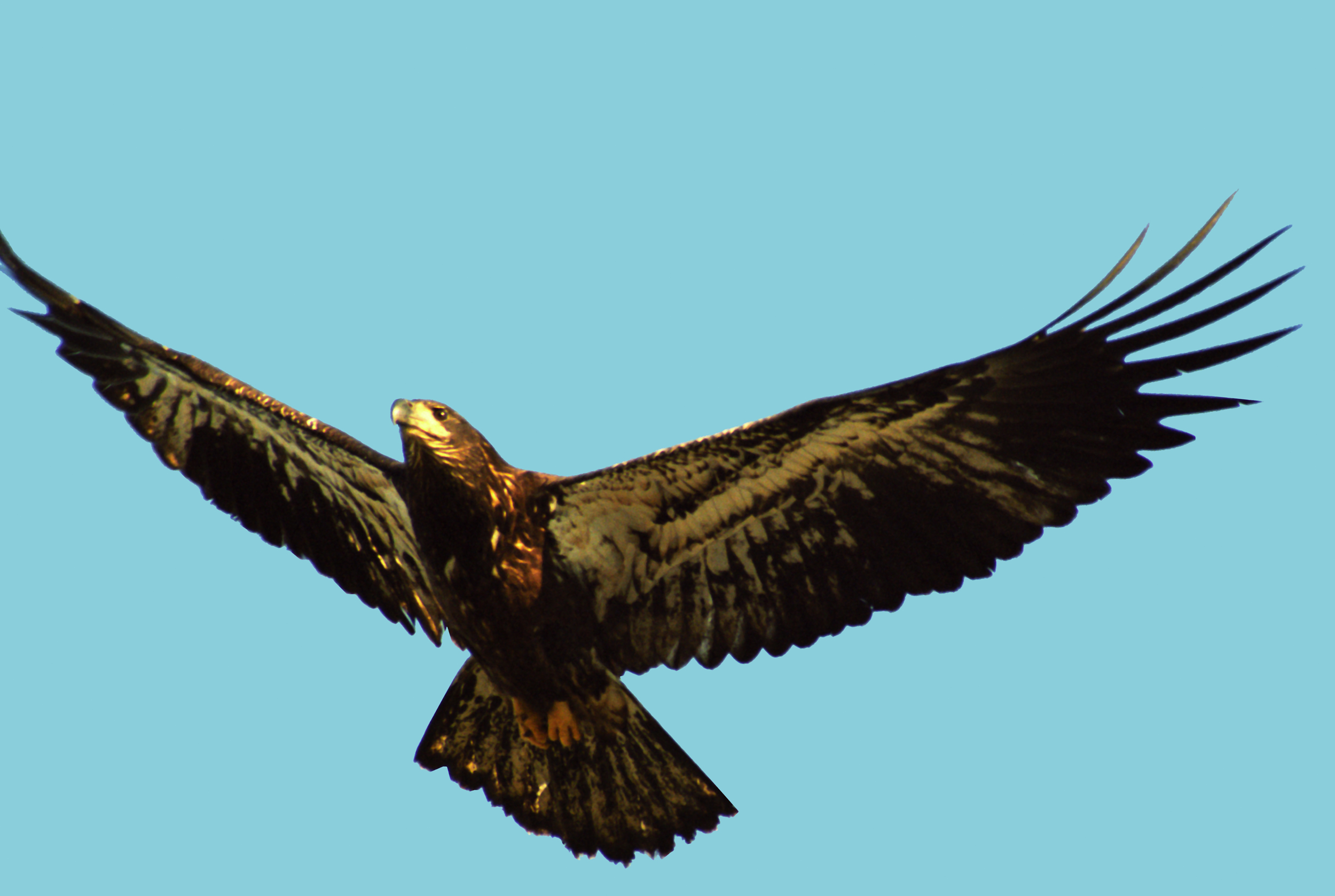
Nově opeřené mládě

### Úbytek a obnova populace
V polovině 20. století populace dříve běžného orla bělohlavého rapidně poklesla. To bylo zapříčiněno několika skutečnostmi, mezi nimiž bylo také ztenčení skořápek vajíček vinou používání pesticidu DDT. DDT se dostal potravního řetězce tohoto orla stejně jako jiných dravců. Pro dospělého jedince nebyl smrtelný, ale narušoval metabolismus vápníku a ptáka sterilizoval nebo mu zabránil klást pevná vajíčka. Vajíčka byla proto příliš křehká a neudržela váhu inkubujícího jedince. Odhaduje se, že na začátku 18. století čítala populace orla bělohlavého 300 000–500 000 jedinců, ale v padesátých letech 20. století bylo v kontinentálních Spojených státech pouze 412 hnízdících párů.
Dalšími příčinami poklesu populace byl výrazný úbytek vhodného prostředí a nelegální odstřel, v Endangered Species Technical Bulletin z roku 1978 označen za „hlavní přímou příčinu úmrtí dospělých orlů bělohlavých i jejich mláďat“. V roce 1984 uvedla National Wildlife Federation lov, usmrcení proudem z elektrických vedení a srážky v letu jako hlavní příčiny úmrtí orlů. Jeho populace byla také negativně ovlivněna znečištěním ropou, olovem a rtutí.
Poprvé byl zákon na jeho ochranu vydán v roce 1918 v Dohodě o migrujících ptácích, která později platila na území celé Severní Ameriky. Zákon o ochraně orla bělohlavého (a orla skalního) z roku 1940 zakazoval chytání a zabíjení těchto ptáků za komerčním účelem na území USA. V roce 1967 byl v USA zahrnut na seznam ohrožených druhů a dodatek k zákonu z roku 1940 v letech 1962 až 1972 zakazoval další komerční využití a zvýšil postihy za porušení tohoto zákona. V roce 1972 bylo také zakázáno používat ve Spojených státech DDT. DDT bylo zakázáno v roce 1989 i v Kanadě, i když už od sedmdesátých let bylo jeho používání omezeno.

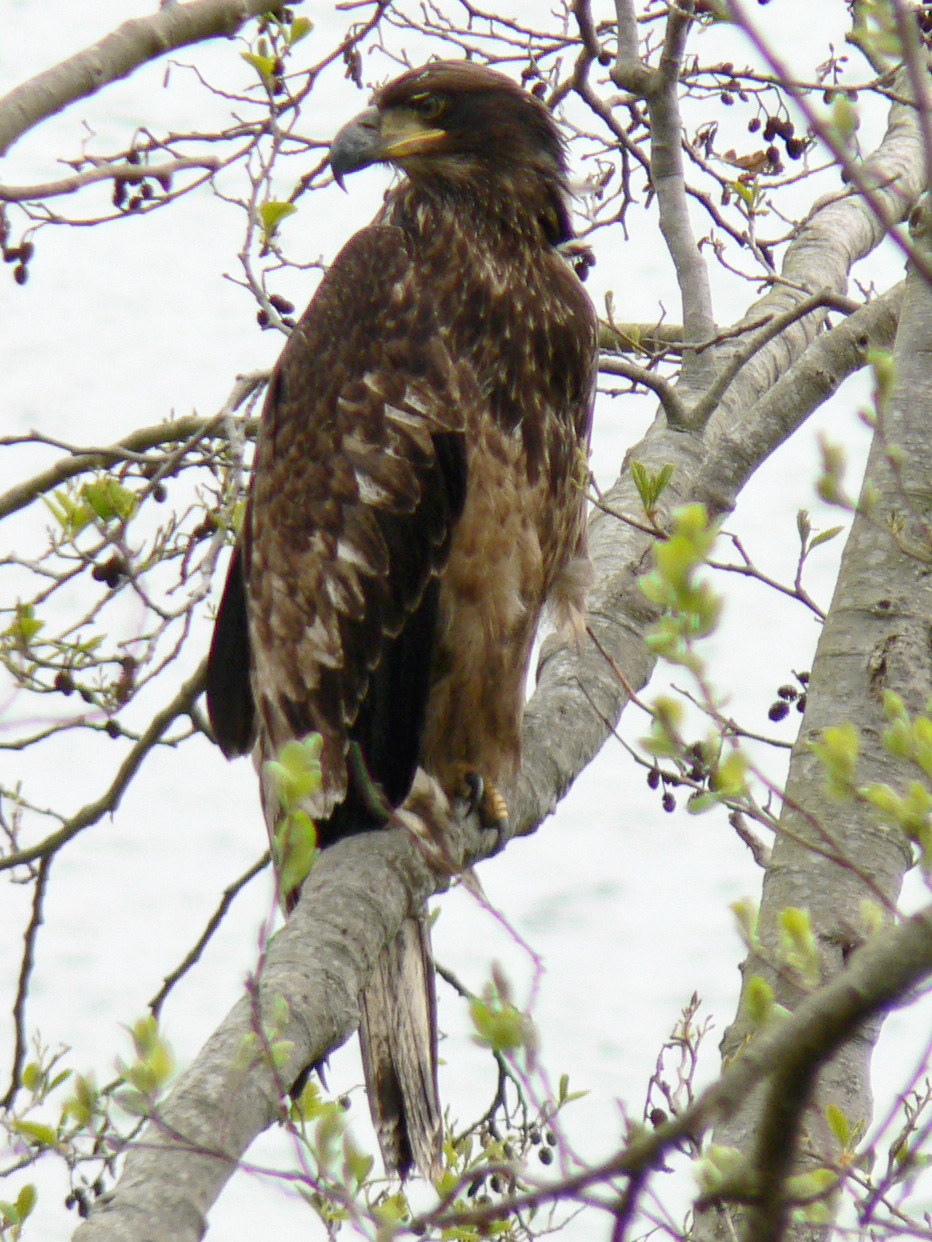
Rok starý jedinec

Po těchto regulacích a zákazech se jeho populace začala rozšiřovat. Na začátku osmdesátých let čítala 100 000 jedinců, v roce 1992 jich bylo už 110 000–115 000. Na Aljašce je orlů bělohlavých ze států USA nejvíce, tamní populace čítá 40 000–50 000 kusů, a v kanadské provincii Britská Kolumbie je druhá největší populace, 20 000–30 000 jedinců.
Ze seznamu ohrožených druhů USA byl odstraněn 12. července 1995, když byl reklasifikován pouze na mírně ohrožený druh. 28. června 2007 byl odstraněn i ze seznamu mírně ohrožených druhů a zároveň byl přesunut do kategorie málo dotčených seznamu IUCN.

### Život v zajetí
Ve Spojených státech je pro chov orla bělohlavého v zajetí potřeba licence. Ta je udělována zejména veřejně vzdělávacím institucím a pouze na jedince, který je nevyléčitelně zraněný a nemůže být proto vypuštěn zpět do volné přírody. Zařízení, ve kterých je držen, musí mít vhodné klece a pracovníky zkušené v péči o orly. V USA je také zakázán chov tohoto druhu v sokolnictví. Pro veřejná představení se příliš nehodí, protože je plachý, lehce vystresovaný a nepředvídatelný. Indiáni mohou také získat povolení chovat jedince pro náboženské účely, ale zase pouze permanentně zraněného. Využívají jeho vypelichané peří k náboženským a kulturním obřadům. Orel bělohlavý se může v zajetí dožít vysokého věku, ale ani v nejlepších podmínkách se mu příliš nedaří úspěšně vyvádět mláďata. V Kanadě je ho možné s licencí využívat k sokolnictví.

### Národní pták Spojených států

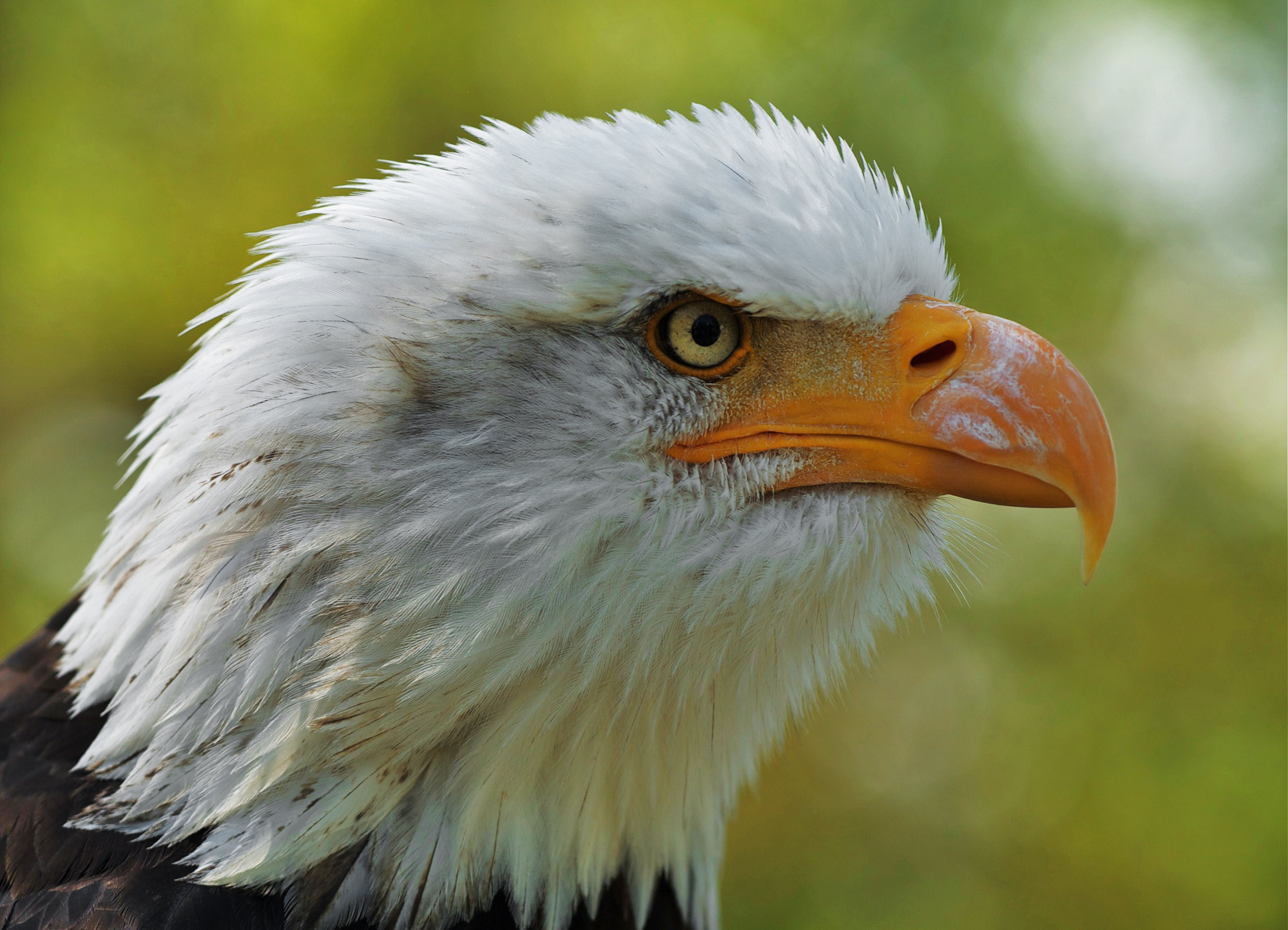
Detail hlavy

Je národním ptákem Spojených států amerických. Objevuje se ve většině jejich znacích, například ve znaku prezidenta Spojených států amerických. Kontinentální kongres zavedl 20. června 1782 dnešní podobu státního znaku USA, kde je orel bělohlavý s třinácti šípy a olivovou větvičkou se třinácti listy. Zakladatelé Spojených států rádi porovnávali svou novou republiku s Římskou republikou, kde hrálo zobrazení orla velkou roli.

Znak prezidenta Spojených států amerických

Zobrazen je na státních znacích i na zadní straně několika mincí (např. až do roku 1999 na čtvrťáku), kde má hlavu otočenou k olivové větvičce. Mezi lety 1916 a 1946 zobrazovala prezidentská vlajka orla s hlavou otočenou vlevo (vpravo z našeho pohledu), díky čemuž vznikla pověra, že orel má hlavu otočenou k větvi v období míru a k šípům v období války.
Vznikla také legenda, že Benjamin Franklin chtěl mít ve znaku Spojených států krocana divokého namísto orla bělohlavého. Tato legenda ale nemá žádnou podporu v důkazech. Původ jejího vzniku leží v dopise, který Franklin napsal své dceři v roce 1784 z Paříže. V něm ale kritizuje sdružení Cincinnati a ani jednou se nezmíní o volbě orla bělohlavého do státního znaku Spojených států amerických. Franklin byl proti vzniku sdružení, protože vnímal děděné členství jako vznešené vyznamenání, které se nehodí do nově vzniklé republiky. Odkaz na dva ptáky je sarkastickým srovnáním sdružení Cincinnati s Cincinnatem, po kterém je pojmenované. Franklin vnímal vznik sdružení jako opak Cincinnatových ideálů.

### Význam v indiánské kultuře
V některých severoamerických kulturách je posvátným ptákem a jeho peří, stejně jako peří orla skalního, se používá v mnoha náboženských a duchovních obřadech mezi Indiány. Orel je některými kulturami považován za duchovního posla mezi bohy a lidmi. Někteří indiánští tanečníci také využívají jeho drápy jako součást ozdob nošených na vějířích a maskách. Lakotové například dávají pero z orla člověku, který splnil nějaký úkol. V dnešní době se může udělovat při příležitostech jako je promoce. Pónýové považovali orla za symbol plodnosti, protože má hnízdo vysoko nad zemí a urputně brání svá mláďata. Čoktóové ho považovali za symbol míru, protože má přímý kontakt s vyšším světem.
Během tance slunce, který provádí mnoho kmenů Indiánů z amerických planin, je orel bělohlavý zobrazován několika způsoby. Hnízdo je představováno rozvětvením chýše, kde se tanec provádí. Během tance pískají na kosti z křídel orla a šaman může ukazovat svým vějířem, který je vyrobený z orlího peří, na lidi, kteří chtějí být uzdraveni. Šaman se dotkne vějířem tyče, která je uprostřed, a poté pacienta, aby se na něj síla z tyče přemístila. Poté vějířem namíří k nebi, aby orel mohl donést modlitbu (žádost o uzdravení) Stvořiteli.
Nynější zákon vyžaduje, že pouze osoby s doloženým indiánským původem v kmenu uznávaném vládou mohou žádat o pera orla bělohlavého nebo skalního k náboženským nebo duchovním účelům. Ústavnost tohoto zákona je několika indiánskými skupinami zpochybňována, protože podle nich porušuje první dodatek k ústavě Spojených států amerických tím, že jim zabraňuje volně vyznávat své náboženství.

## Chov v zoo
V Evropě je chován v takřka 150 zoo. V rámci Česka je k vidění v pěti zoo. Klasicky ve voliérách byli v roce 2017 k vidění ve třech zoo, o rok později ve dvou zoo:
- Zoo Brno
- Zoo Praha

Kromě těchto zoo je pak ještě v Zoo Jihlava a Zoo Plzeň k vidění v rámci sezónních letových ukázek.
Do roku 2018 chován v Zoo Liberec.

### Chov v Zoo Praha
Počátek chovu orlů bělohlavých v Zoo Praha se datuje do roku 1978, kdy byli dovezeni dva samci. Samice pak byly dovezeny v roce 1987, resp. 1993. První mládě přišlo na svět v roce 1995, avšak nepodařilo se jej odchovat. Úspěšný odchov se podařil v roce 1996. Ke konci roku 2017 byl chován jeden pár. V průběhu roku 2018 uhynul samec, a tak byla na konci daného roku chována jen samice.
Expoziční voliéra tohoto druhu se nachází v rámci komplexu voliér dravců v dolní části zoo (mezi hlavním a dolním vstupem do zoo). Současná voliéra vznikla v roce 2004 poté, co byla předchozí zničena povodní v srpnu 2002.
V roce 2015 finančně podpořilo formou tzv. zvířecí adopce chov tohoto druhu v Zoo Praha americké velvyslanectví v Praze, ovšem ze soukromých zdrojů zaměstnanců.